# André Louis Mestrallet
André Louis Mestrallet, né le 16 octobre 1874 à Lyon (3e arrondissement), mort le 6 novembre 1968 à Paris (6e arrondissement), est un peintre et antiquaire français.

## Famille
Il épouse Joséphine Jeanne Roy en 1904 et ont deux enfants : Charles Félix Mestrallet (né en 1900), marchand de tableaux, et Raymond Mestrallet (né en 1909), architecte, élève et familier d'Auguste Perret, auteur du nouveau pavillon de l'Institut franco-japonais du Kansaï à Kyoto (1936).

## Biographie
André Louis Mestrallet fait des études artistiques à Paris où il est l'élève de Léon Bonnat. Portraitiste, il peint aussi des paysages et des personnages de la haute vallée de la Maurienne, berceau natal de sa famille.

## Œuvres
- Portrait de Léon Guignard,  salle Houel de la Faculté de pharmacie de Paris.
- La Fileuse et Promenade dominicale, à Saint-Jean-d'Arves[précision nécessaire].